# Pierre Louÿs

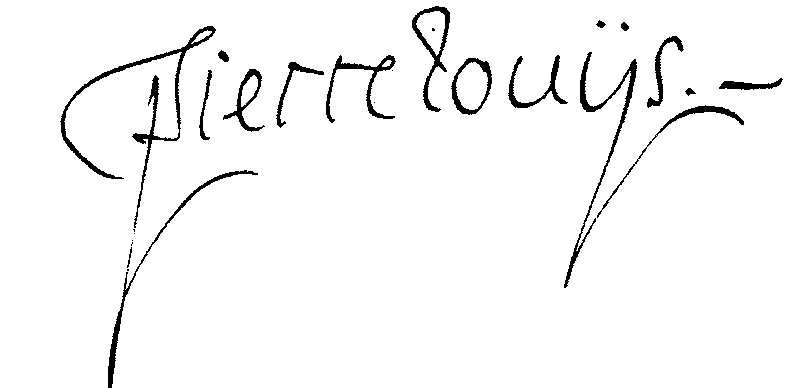
Firma

Pierre Louÿs, pseudonimo di Pierre Felix Louis (Gand, 10 dicembre 1870 – Parigi, 6 giugno 1925), è stato un poeta e scrittore francese.

## Biografia
Mentre frequentava il liceo alsaziano di Parigi, dove conobbe André Gide, cominciò a scrivere alcuni testi e ad interessarsi al movimento letterario del Parnaso, di cui frequentò i maggiori esponenti, tra cui Leconte de Lisle e José Maria de Hérédia (con la cui figlia più giovane si sposerà, mentre diverrà l'amante della più anziana, Marie, moglie di Henri de Régnier). In seguito frequentò ambienti simbolisti e conobbe Oscar Wilde.
Nel 1891 fondò la rivista letteraria La conque, che pubblicò opere di artisti parnassiani e simbolisti; maestri come Mallarmé, Moréas, lo stesso Leconte de Lisle o il più famoso Verlaine, insieme ad altri giovani poeti in quel momento sconosciuti come Valéry, Gide o lo stesso Louis.
La sua prima raccolta, apparsa nel 1893, fu seguita l'anno successivo dal suo lavoro più conosciuto, Les Chansons de Bilitis, classico esempio di mistificazione letteraria in quanto l'autore fece passare questi poemi per una semplice traduzione di opere di una poetessa greca contemporanea a Saffo, Bilitis appunto. Questa sua seconda raccolta di brevi poemi in prosa poetica è segnata dalle influenze del Parnaso ellenicizzante e del simbolismo con un profondo gusto sensuale, bucolico nella prima parte ma venato di elegante erotismo.
Nel 1895 inizia la relazione con la sorella di 17 anni della sua amante Marie de Heredia, Louise, che sposa nel 1899, pur continuando la relazione con la cognata (il figlio Pierre de Régnier era probabilmente figlio di Louys).
Nel 1917, alcuni anni dopo il divorzio da Louise (1913) e alcune relazioni con attrici tra cui Claudine Roland, va a convivere con Aline Steenackers (sorellastra di Claudine) e la sposa nel 1923. Nascono tre figli (non si sa se figli biologici dell'anziano e malato Louys): Gilles (1920), Suzanne (1923) Claudine (1924). Muore di enfisema polmonare a 55 anni dopo un periodo di salute declinante e viene sepolto al cimitero di Montparnasse.
Molti artisti hanno illustrato le sue opere, tra i quali: Antoine Calbet, Louis Icart, Marcel Vertès, Rojan, Paul-Emile Bécat, Mariette Lydis, Milo Manara, Claire Wendling, Georges Pichard, Willy Pogany, Silvio Cadelo, Laure Albin-Guillot, Erich von Gotha, e George Barbier, suo amico, che illustrò tre edizioni delle Chansons de Bilitis: nel 1911, nel 1922, nel 1929.

## Opere

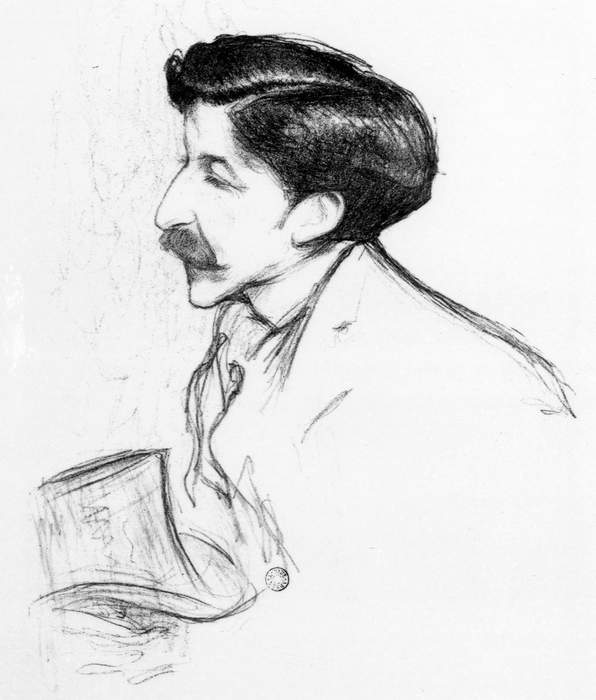
Henri Bataille: Ritratto di Pierre Louÿs, (Têtes et Pensées; 1901, Paris, Bibliothèque de l'Arsenal)

Molte delle sue opere sono state diffuse a lui postume:
- 1891: Astarte
- 1894: Le canzoni di Bilitis (Les Chansons de Bilitis)
- 1896: Aphrodite: mœurs antiques
- 1898: La donna e il burattino (La femme et le pantin)
- 1901: Le avventure di re Pausole (Les aventures du roi Pausole)
- 1903: Sanguines
- 1906: Archipel
- 1916: Pervigilium mortis
- 1925: Le crépuscule des nymphes
- 1925: Quatorze images
- 1926: Piccolo galateo erotico per fanciulle (Manuel de civilité pour les petites filles à l'usage des maisons d'éducation)
- 1926: Figlie di tanta madre (Trois Filles de Leur Mére)
- 1927: Psyché
- 1927: Pages
- 1927: Piccole scene amorose (Douze douzains de dialogues ou Petite scènes amoureuses)
- 1927: Histoire du roi Gonzalve et des douze princesses
- 1927: Poésies érotiques
- 1927: Pybrac
- 1927: Trente-deux quatrains